# Tokutoshi Torii
Tokutoshi Torii (né en 1947 à Toyokawa), est un architecte et écrivain japonais.

## Biographie
Professeur à l'université de Kanagawa, Tokutoshi Torii vit dix ans en Espagne pour étudier l'architecture du pays, principalement les œuvres de Antoni Gaudí, dont il devient un des principaux spécialistes mondiaux. Il est l'auteur de nombreux travaux sur l'architecture moderniste, parmi lesquels El mundo enigmático de Gaudí (Madrid, 1983).

## Ouvrages
- Le monde énigmatique de Gaudí, Madrid ; Instituto de España, 1983 (2 vols.)  (ISBN 84-85559-30-4)
- Antonio Gaudí (La vida de Gaudí), Tokyo ; Kajimashuppankai, 1985  (ISBN 4-306-05197-8)
- L'architecture de Gaudí (“Gaudí no kenchiku”), Tokyo ; Kajimashuppankai, 1987  (ISBN 4-306-04214-6)
- La pensée de Gaudí (“Gaudí no nanatsu no syuchoo”), Tokyo ; 1990  (ISBN 4-306-06107-8)
- Gaudí, son architecture et son monde historique, Tokyo ; Chuokoronbijutsu-Shuppan, 2000　 (ISBN 4-8055-0368-8)
- Les origines de l'architecture de Gaudí, Tokyo ; Kajimashuppankai, 2001  (ISBN 4-306-04418-1)
- Gaudí, écrits et discours complets, Tokyo ; Chuokoronbijutsu-Shuppan, 2007　 (ISBN 978-4-8055-0554-0)

## Réalisations
- Torre Zizou de Hatagaya, Tokyo 1971-73
- Interpretación del proyecto gaudiano de Tánger 1981-82
- Projet pour la maison d'Espagne, Tokyo 1984
- Hôtel Asahiya, Tsukuba (Ibaragi) 1986-87 (MUGITO Architects)
- Projet de gratte-ciel (Sinkong Life Insurance Group Headquarters), Taipei 1986-87 (KMG *Architects & Engineers)
- Ambassade de Taïwan, Tokyo 1987-89 (KMG *Architects & Engineers)
- Casa Golf, Campo de Golf de Uchihara, Ibaragi 1989-90 (KMG *Architects & Engineers)
- Hôtel Takatsu, Tsukuba (Ibaragi) 1989-90 (MUGITO Architects)
- Casa Golf, Campo de Golf de Higashi-Chiba, Chiba 1990-93 (KMG *Architects & Engineers)
- Casa Golf, Campo de Golf de Tong Hwa, Taipei 1990-93 (KMG *Architects & Engineers)
- Casa Golf, Campo de Golf de Kouzaki, Chiba 1992-93 (KMG *Architects & Engineers)
- Taiwan Cement Corporation Building, Taipei 1991-97 (KMG *Architects & Engineers)
- Cathay Financial Center Building, Taipei 1995-97 (KMG *Architects & Engineers)

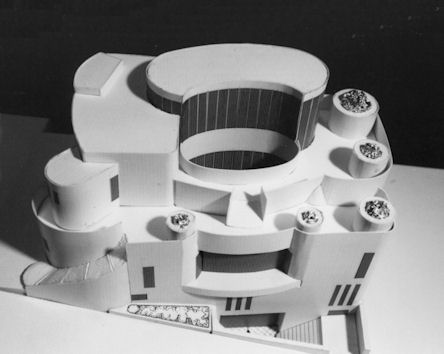
Projet pour la maison d'Espagne (1984).
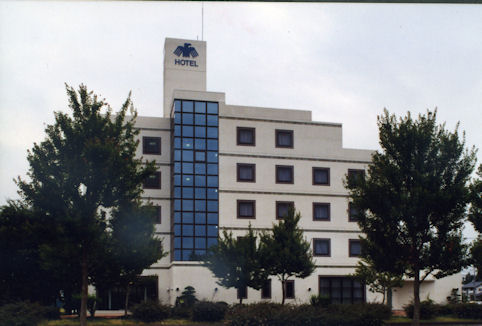
Hôtel Takatsu (1989-1990).
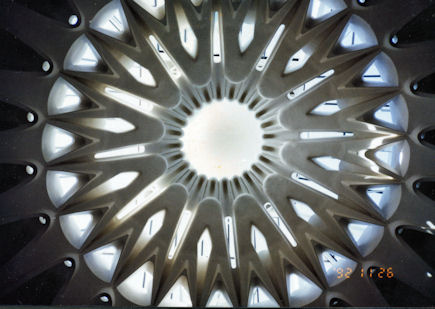
Hall du golf de Higashi-Chiba (1992).

## Source de la traduction
- (es) Cet article est partiellement ou en totalité issu de l’article de Wikipédia en espagnol intitulé « Tokutoshi Torii » (voir la liste des auteurs).